# 蒙托略
蒙托略（法語：Montolieu，法語發音：[mɔ̃tɔljø] ⓘ）是法国奥德省的一个市镇，位于该省北部偏西，属于卡尔卡松区。

## 地理
蒙托略（43°18'33"N, 2°12'55"E）面积23.65 平方千米，位于法国奧克西塔尼大區奥德省，该省份为法国南部沿海省份，北起塔恩省，西北接上加龙省，西接阿列日省，南至东比利牛斯省，东临地中海，东北与埃罗省接壤。
与蒙托略接壤的市镇（或旧市镇、城区）包括：阿尔佐讷、阿拉贡、布鲁斯和维拉雷、弗赖斯卡巴代斯、穆苏朗斯、圣但尼、圣马丹勒维耶伊、赛萨克。

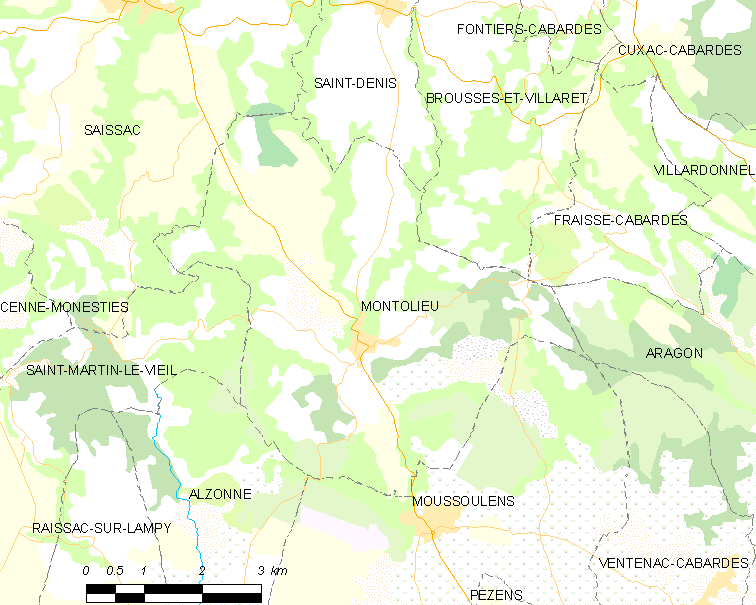
蒙托略的OSM定位图

蒙托略的时区为UTC+01:00、UTC+02:00（夏令时）。

## 行政
蒙托略的邮政编码为11170，INSEE市镇编码为11253。

## 政治
蒙托略所属的省级选区为努瓦尔山区拉马勒佩尔县。

## 人口

1962-2008年间蒙托略人口变化图示

蒙托略于2022年1月1日时的人口数量为829人。